# Kelsang Thubten Wangchug
| Tibetische Bezeichnung                                   |
| -------------------------------------------------------- |
| Tibetische Schrift: སྐལ་བཟང་ཐུབ་བསྟན་དབང་ཕྱུག་                |
| Wylie-Transliteration: skal bzang thub bstan dbang phyug |
| Chinesische Bezeichnung                                  |
| Vereinfacht: 格桑土登旺秋;尕藏图旦旺徐                   |
| Pinyin:Gesang Tudeng Wangqiu; Gazang Tudan Wangxu        |

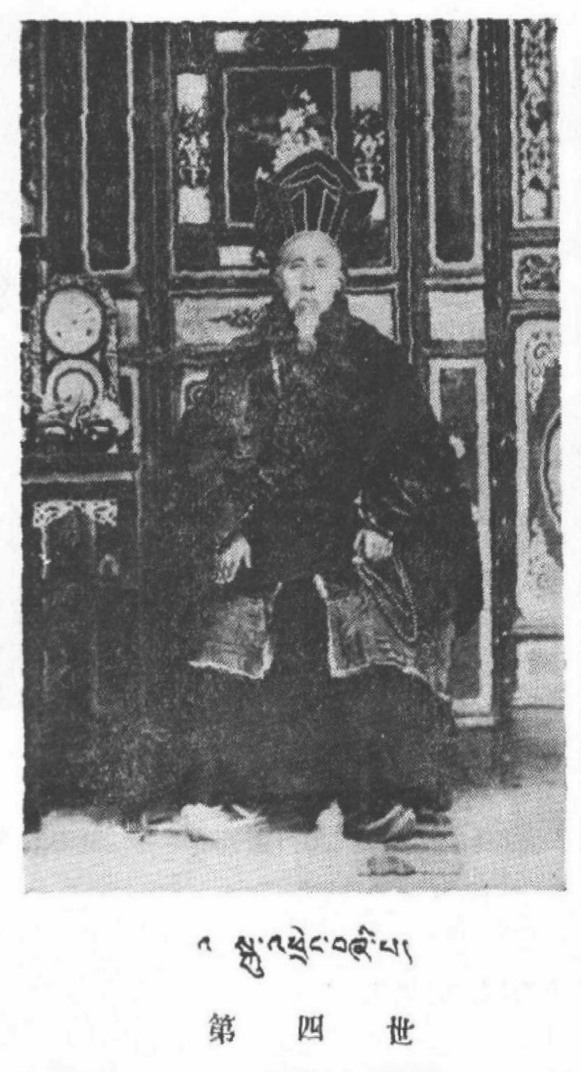
4. Jamyang Shepa

Kelsang Thubten Wangchug (tib. skal bzang thub bstan dbang phyug; geb. 1856; gest. 1916) war ein Trülku innerhalb der Hierarchie der Gelug-Schule des tibetischen Buddhismus. Er war der 4. Jamyang Shepa des Labrang-Klosters in Gansu.

## Leben
Im Alter von 5 Jahren wurde er im Kloster Labrang aufgenommen. Im Alter von 20 Jahren ging er nach Tibet, um am Gomang Dratshang des Klosters Drepung zu studieren. Im Alter von 43 Jahren unternahm er eine Pilgerreise zum Wutai Shan, ging dann auf Pilgerschaft nach Peking und anschließend in die Mongolei. Mit 44 Jahren kehrte er ins Kloster Labrang zurück. Mit 45 Jahren verlieh ihm der Guangxu-Kaiser den Titel eines (buddhistischen) "Guangji-Meisters" (chin. Guangji Chanshi 广济禅师), und im Alter von 47 Jahren reiste er durch Kham, um Lithang, Derge, Garzê und Chamdo usw. zu besuchen. Im Alter von 54 Jahren reiste er erneut nach Tibet und kehrte über Lithang zum Kloster Labrang zurück, wo er 1916 verstarb.
Das Hevajra-Kolleg (tib. kya'i rdor grwa tshang) des Labrang-Klosters, das sich auf die Praxis des Hevajra-Tantras (kyai rdo rje'i rgyud) konzentriert, wurde 1879/1881 von ihm gegründet.